# Redmi Note 12
Redmi Note 12 — лінія смартфонів підбренда Xiaomi Redmi, що належить до серії Redmi Note. Лінія складається з Redmi Note 12, Note 12 5G, Note 12 Pro 5G, Note 12 Pro Speed Edition, Note 12 Pro+, Note 12 Discovery Edition, Note 12 Turbo та Note 12T Pro.
Глобальна версія Redmi Note 12 5G відрізняється від китайської більш просунутим набором камер та підтримкою карт пам'яті. Note 12 Discovery у порівнянні з Note 12 Pro+ має більшу потужність зарядки, більш просунуту систему розсіювання тепла та бронзовий колір логотипа з написом «210W» замість сріблястого з написом «5G».
Також 6 лютого 2023 року POCO представила POCO X5 та POCO X5 Pro, де POCO X5 є тим самим глобальним Redmi Note 12 5G з потужнішим процесором та фірмовою лінією POCO на задній панелі, а POCO X5 Pro ― глобальною версією Redmi Note 12 Pro Speed Edition із різницею в одному кольорі. 9 травня того ж року разом з POCO F5 Pro був представлений POCO F5, який є глобальною версією Redmi Note 12 Turbo і єдиним смартфоном на глобальному ринку з процесором Qualcomm Snapdragon 7+ Gen 2.
3 березня 2023 року був представлений Redmi Note 12 Pro (4G), який об'єднує в собі характеристики Redmi Note 10 Pro та Redmi Note 11 Pro. Також 6 березня був представлений Redmi Note 12S, який має малі відмінності від свого попередника, такі як оформлення задньої панелі, відсутність сенсора глибини та новіша версія програмного забезпечення.
28 березня 2023 року був представлений Redmi Note 12 Turbo, що став першим смартфоном, який використовує платформу Qualcomm Snapdragon 7+ Gen 2. На глобальному ринку ця модель була представлена під назвою POCO F5.
29 травня 2023 року був представлений Redmi Note 12T Pro, який в порівнянні із попередником має кращий процесор і трохи змінений дизайн блоку камери.

## Дизайн

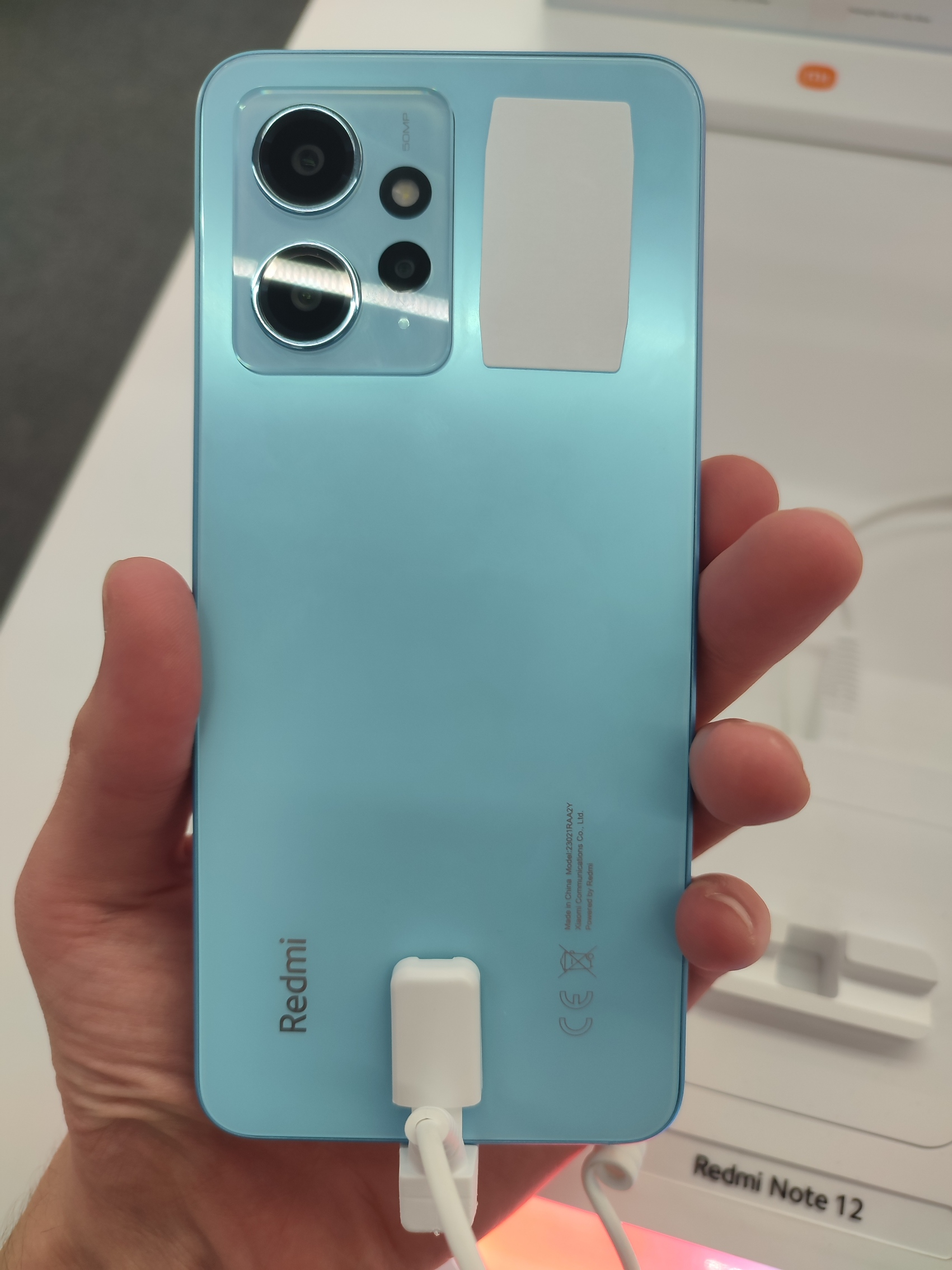
Задня частина Redmi Note 12 в кольорі Ice Blue

Передня Redmi Note 12, Note 12 5G та POCO X5 панель виконана зі скла Corning Gorilla Glass 3, а в інших моделей — Gorilla Glass 5. Задня панель Redmi Note 12, Note 12 5G, Redmi Note 12 Pro Speed/POCO X5 Pro, Note 12 Turbo/POCO F5 та POCO X5 — з пластику, а в Redmi Note 12 Pro 5G, Note 12 Pro+ та Note 12 Discovery — зі скла. У Redmi Note 12 5G, Note 12 Pro+, Note 12 Discovery, Note 12 Turbo/POCO F5 та POCO X5 задня панель загнута, коли на Redmi Note 12 Pro 5G та Note 12 Pro Speed/POCO X5 Pro — пласка. Бокова грань усіх моделей виконана з пластику.
Блок камери більшості моделей за дизайном подібний до Redmi Note 11T Pro. Блок камери Redmi Note 12 схожий на Moto X40.
У Redmi Note 12, Note 12 5G та POCO X5 знизу розміщені роз'єм USB-C, динамік та мікрофон. Зверху розташовані другий мікрофон, ІЧ-порт та 3.5 мм аудіороз'єм. З лівого боку розташований гібридний слот під 2 SIM-картки або 1 SIM-картку і карту пам'яті формату microSD до 1 ТБ в Redmi Note 12, глобального Redmi Note 12 5G та POCO X5 та слот під 2 SIM-картки у китайської версії Redmi Note 12.
У інших моделей знизу розміщені роз'єм USB-C, динамік, мікрофон та гібридний слот під 2 SIM-картки. Зверху розташовані другий мікрофон, ІЧ-порт, другий динамік та 3.5 мм аудіороз'єм.
В усіх моделей з правого боку розміщені кнопки регулювання гучності та кнопка блокування смартфона, в яку вбудований сканер відбитків пальців.
Redmi Note 12 продавався в 3 кольорах: Onyx Gray (сірий), Ice Blue (блакитний) та Mint Green (зелений).
Redmi Note 12 5G продається в 3 кольорах: Forest/Frosted Green (зелений), Onyx Gray/Matte Black (чорний) та Ice/Mystique Blue (блакитний).
В Китаї Redmi Note 12 5G продається в 3 кольорах: Midnight Black (чорний), Mirror Porcelain White (білий) та Time Blue (блакитний).
Redmi Note 12 Pro 5G продається в 4 кольорах: Midnight/Black (чорний), Sky/Frosted/Time Blue (блакитний), Polar/Mirror Porcelain White (білий) та Stardust Purple/Light Dream Star River (фіолетовий з візерунками у горошок).
Redmi Note 12 Pro+ продається в 3 кольорах: Midnight/Obsidian Black (чорний), Sky/Iceberg/Time Blue (синій з візерунками під хвилі) та Polar/Arctic/Mirror Porcelain White (білий).
Redmi Note 12 Discovery продається тільки в чорному кольорі.
Redmi Note 12 Pro Speed продається в 3 кольорах: Midnight Black (чорний), Time Blue (блакитний) та Shimmer Green (зелений).
POCO X5 продається в 3 кольорах: чорному, зеленому та блакитному.
POCO X5 Pro продається в 3 кольорах: жовтому, блакитному та чорному.

## Технічні характеристики

### Платформа
Redmi Note 12 отримав процесор Qualcomm Snapdragon 685 та графічний процесор Adreno 610.
Redmi Note 12 5G/12R Pro отримав процесор Qualcomm Snapdragon 4 Gen 1 та графічний процесор Adreno 619.
Redmi Note 12 Pro 5G, Note 12 Pro+ та Note 12 Discovery використовують процесор MediaTek Dimensity 1080 з графічним процесором Mali-G68 MC4.
Redmi Note 12 Pro Speed/POCO X5 Pro отримав процесор Qualcomm Snapdragon 778G та графічний процесор Adreno 642L.
POCO X5 отримав процесор той же процесор, що й POCO X4 Pro 5G а саме Qualcomm Snapdragon 695 з графічним процесором Adreno 619.

### Батарея
Redmi Note 12 Discovery отримав батарею об'ємом 4300 мА·год, Note 12T Pro — 5080 мА·год, а всі інші моделі — 5000 мА·год.
Redmi Note 12, Note 12 5G, Note 12S та POCO X5 отримали підтримку швидкої на 33 Вт, Note 12 Pro+ — 120 Вт, Note 12 Discovery — 210 Вт, а всі інші моделі — 67 Вт.

### Камера
Redmi Note 12 отримав основну потрійну камеру 50 Мп, f/1.8 (ширококутний) з фазовим автофокусом + 8 Мп, f/2.2 (надширококутний) + 2 Мп, f/2.4 (макро) та здатністю запису відео в роздільній здатності 1080p@30fps.
Redmi Note 12 5G та POCO X5 отримали основну потрійну камеру 48 Мп, f/1.8 (ширококутний) з фазовим автофокусом + 8 Мп, f/2.2 (надширококутний) + 2 Мп, f/2.4 (макро) та здатністю запису відео в роздільній здатності 1080p@30fps. В китайської версії Redmi Note 12 5G відсутній надширококутний модуль камери, зате присутня можливість запису відео в роздільній здатності 1080p@60fps.
Redmi Note 12 Pro отримав основну квадрокамеру 108 Мп, f/1.9 (ширококутний) з фазовим автофокусом + 8 Мп, f/2.2 (надширококутний) з кутом огляду 120° + 2 Мп, f/2.4 (макро) + 2 Мп, f/2.4 (сенсор глибини) та здатність запису відео в роздільній здатності 4K@30fps.
Redmi Note 12 Pro 5G отримав основну потрійну камеру 50 Мп, f/1.9 (ширококутний) з фазовим автофокусом та оптичною стабілізацією + 8 Мп, f/2.2 (надширококутний) з кутом огляду 119° + 2 Мп, f/2.4 (макро) та здатність запису відео в роздільній здатності 4K@30fps.
Redmi Note 12 Pro Speed, Note 12S та POCO X5 Pro отримали основну потрійну камеру 108 Мп, f/1.9 (ширококутний) з фазовим автофокусом + 8 Мп, f/2.2 (надширококутний) з кутом огляду 118° + 2 Мп, f/2.4 (макро) з можливістю запису відео до 1080p@30fps в Note 12S та до 4K@30fps в Redmi Note 12 Pro Speed і POCO X5 Pro.
Redmi Note 12 Pro+ та Note 12 Discovery отримали основну потрійну камеру 200 Мп, f/1.65 (ширококутний) з фазовим автофокусом та оптичною стабілізацією + 8 Мп, f/2.2 (надширококутний) з кутом огляду 119° + 2 Мп, f/2.4 (макро) та здатність запису відео в роздільній здатності 4K@30fps.
Redmi Note 12, глобальний Redmi Note 12 5G та POCO X5 отримали фронтальну камеру 13 Мп, f/2.45 (ширококутний) з можливістю запису відео 1080p@30fps, китайський Note 12 5G — 8 Мп, f/2.0 з можливістю запису відео 1080p@30fps, Note 12S та Note 12 Pro — 16 Мп, f/2.4  з можливістю запису відео 1080p@30fps, а інші моделі — 16 Мп, f/2.45  з можливістю запису відео 1080p@60fps.

### Екран
Екран у Redmi Note 12, Note 12 5G, Note 12S, Note 12 Pro та POCO X5 ― AMOLED, коли в інших моделей — Flow AMOLED, FullHD+ (2400 × 1080), з діагоналлю 6.67", щільністю пікселів 395 ppi, співвідношенням сторін 20:9 та круглим вирізом під фронтальну камеру, що розміщений зверху в центрі. Також Pro-моделі та Discovery мають підтримку технологій Dolby Vision та HDR10+ (остання відсутня в Redmi Note 12 Pro).
Також Redmi Note 12S має частоту оновлення дисплея 90 Гц, а всі інші моделі — 120 Гц.

### Звук
Redmi Note 12 та Note 12 5G/12R Pro отримали один мультимедійний динамік на нижній грані. В POCO X5 присутній другий динамік, роль якого виконує розмовний, а інші моделі мають другий динамік на верхній грані.

### Пам'ять
Смартфони були доступні в наступних конфігураціях:
| Конфігурація | Конфігурація | Модель        | Модель           | Модель             | Модель         | Модель            | Модель               | Модель                  | Модель             | Модель                  | Модель             | Модель              | Модель  | Модель  | Модель      |
| ППЗ          | ОЗП          | Redmi Note 12 | Redmi Note 12 5G | Redmi Note 12R Pro | Redmi Note 12S | Redmi Note 12 Pro | Redmi Note 12 Pro 5G | Redmi Note 12 Pro Speed | Redmi Note 12 Pro+ | Redmi Note 12 Discovery | Redmi Note 12T Pro | Redmi Note 12 Turbo | POCO F5 | POCO X5 | POCO X5 Pro |
| ------------ | ------------ | ------------- | ---------------- | ------------------ | -------------- | ----------------- | -------------------- | ----------------------- | ------------------ | ----------------------- | ------------------ | ------------------- | ------- | ------- | ----------- |
| 64 ГБ        | 4 ГБ         | Так           | Ні               | Ні                 | Ні             | Ні                | Ні                   | Ні                      | Ні                 | Ні                      | Ні                 | Ні                  | Ні      | Ні      | Ні          |
| 64 ГБ        | 6 ГБ         | Так           | Ні               | Ні                 | Так            | Ні                | Ні                   | Ні                      | Ні                 | Ні                      | Ні                 | Ні                  | Ні      | Ні      | Ні          |
| 128 ГБ       | 4 ГБ         | Так           | Так              | Ні                 | Ні             | Ні                | Ні                   | Ні                      | Ні                 | Ні                      | Ні                 | Ні                  | Ні      | Ні      | Ні          |
| 128 ГБ       | 6 ГБ         | Так           | Так              | Ні                 | Так            | Так               | Так                  | Так                     | Ні                 | Ні                      | Ні                 | Ні                  | Ні      | Так     | Так         |
| 128 ГБ       | 8 ГБ         | Так           | Так              | Ні                 | Ні             | Так               | Так                  | Так                     | Ні                 | Ні                      | Так                | Ні                  | Ні      | Ні      | Ні          |
| 256 ГБ       | 8 ГБ         | Так           | Так              | Ні                 | Так            | Так               | Так                  | Так                     | Так                | Так                     | Так                | Так                 | Так     | Так     | Так         |
| 256 ГБ       | 12 ГБ        | Ні            | Ні               | Так                | Ні             | Ні                | Так                  | Так                     | Так                | Ні                      | Так                | Так                 | Так     | Ні      | Ні          |
| 256 ГБ       | 16 ГБ        | Ні            | Ні               | Ні                 | Ні             | Ні                | Ні                   | Ні                      | Ні                 | Ні                      | Ні                 | Так                 | Ні      | Ні      | Ні          |
| 512 ГБ       | 12 ГБ        | Ні            | Ні               | Ні                 | Ні             | Ні                | Ні                   | Ні                      | Ні                 | Ні                      | Так                | Так                 | Ні      | Ні      | Ні          |
| 1 ТБ         | 16 ГБ        | Ні            | Ні               | Ні                 | Ні             | Ні                | Ні                   | Ні                      | Ні                 | Ні                      | Ні                 | Так                 | Ні      | Ні      | Ні          |

### Програмне забезпечення
Redmi Note 12 5G, Note 12 Pro 5G, Note 12 Pro+ та Redmi Note 12 Discovery були випущені на MIUI 13 на базі Android 12, Redmi Note 12 Pro — на MIUI 13 на базі Android 11, Redmi Note 12 Pro Speed — на MIUI 14 на базі Android 12, а Redmi Note 12, Note 12S та Note 12 Turbo — на MIUI 14  на базі Android 13. В свою чергу POCO X5 випущений на MIUI 13 для POCO на базі Android 12, X5 Pro — на MIUI 14 для POCO на базі Android 12, а POCO F5 — MIUI 14 для POCO на базі Android 13.
Redmi Note 12 був оновлений до Xiaomi HyperOS 2 на базі Android 15, Note 12S, Note 12T Pro, Note 12 Turbo та POCO F5 — до Xiaomi HyperOS 2.2 на базі Android 15, Redmi Note 12 Pro — до Xiaomi HyperOS на базі Android 13, POCO X5 — до Xiaomi HyperOS на базі Android 14, а всі інші моделі — до Xiaomi HyperOS 2 на базі Android 14.

## Redmi Note 12 YIBO EDITION
Redmi Note 12 YIBO EDITION — спеціальна версія Redmi Note 12 Pro+, розроблена спільно з дизайнерським агентством Yibo Design і китайським актором Ван Їбо. Задня панель справа має зелений колір із спортивними малюнками та написом «RACING», який «літає» та чорний колір зі штрихованими лініями зліва з підписом актора та логотипом Redmi зліва. Комплект вирізняється стилізованою коробкою, чохлом, та наклейками з 3D-ефектом. Продається у конфігурації 8/256 ГБ.